# Kritikanstvo
Kritikanstvo (russe : Критиканство) est un site web agrégateur de critiques qui rassemble les critiques et les publications en langue russe sur les films et les jeux vidéo. Sur la base des critiques collectées, le site calcule la note moyenne d'un produit à l'aide de la formule de Bayes.

## Historique
Les fondateurs du site sont les journalistes cinématographiques et auteurs de la publication en ligne KG-Portal Mikhaïl Soudakov et Yevgueni Kouzmine,, ainsi que Filipp Vouïatchitch (plus tard directeur du magazine culturel Aficha) qui a également participé à la création du site. La mise en page du site a été réalisé par le studio KG-Design, également dirigé par Soudakov. Jusqu'en 2018, alors que les fondateurs du site contribuaient au KG-Portal, ce dernier publiait régulièrement une sélection d'évaluations de critiques de Kritikanstvo.
Le nom de domaine du site a été enregistré le 31 janvier 2011. Le 15 mars 2013, le site a été officiellement lancé. Au moment de son lancement, le site comptait plus de 63 000 avis de divers critiques de langue russe sur des films, des jeux, etc.
Le 16 mai 2013, les éditeurs du site ont introduit le théorème de Bayes pour classer les critiques et les publications :

« (n ÷ (n+m)) × R + (n ÷ (n+m)) × C »

Les éditeurs du site ont également tenu un blog, où ils ont partagé avec les utilisateurs les résultats du mois, de l'année. Le dernier article a été publié en février 2015.
Selon le site Rambler, en juin 2023, le nombre d'utilisateurs visitant le site est supérieur à 12 000. Et selon le classement de Mail.ru, le site cumule plus de 42 000 usagers.
Immédiatement après le lancement du site, de nombreuses publications l'ont surnommé la « réponse russe à Metacritic »,.

### Traduction
- (ru) Cet article est partiellement ou en totalité issu de l’article de Wikipédia en russe intitulé « Критиканство » (voir la liste des auteurs).